# Gripen Trollhättan BK
Gripen Trollhättan BK är en bandyklubb i Trollhättan i Sverige. Klubben bildades 1936 och hette Gripens BK fram till 1988. Vid starten stod BK för "bollklubb", medan det nu står för "bandyklubb".
Man spelade länge sina matcher på Slättbergsbanan som från och med säsongen 2009/2010 ersattes på samma plats av den takbeklädda Slättbergshallen.

## Historia

### 1936–1970: Grunden läggs
Då klubben bildades 1936 hade man till en början fotboll på programmet men började ganska omgående att även spela bandy.
1937 startade Västergötlands bandyförbund Västra Älvsborgsserien. Förutom Gripen deltog följande trollhättelag: Trollhättans IF (vid denna tid "storebror" bland stadens bandyklubbar), IFK Trollhättan, Trollhättans SK, Skoftebyns AIS, Egna Hems IK och Tingvalla BK.  Andra klubbar i kommunen som haft bandy på programmet är Trollhättans AIK, Trollhättans BoIS, Sjuntorps IF, Upphärads AIK samt Åsaka SK. 1939 vann Gripens BK Älvsborgsserien, och 1941 vann man både Västgötaserien och korades tilldistriktsmästare.
1942 vann man sin serie och flyttades upp till Division II. Redan året efter, 1943, vann man Västgötagruppens Division II och kvalade till Division I, där man dock förlorade med 1–3 borta mot Skoghalls IF. 
1946 förlorade man med 2–4 mot IFK Askersund och i denna match slogs dåvarande publikrekordet för bandy i Trollhättan då 1 670 åskådare kom.  
Åren 1947–1954 presterade laget sämre och hamnade återigen längre ner i seriesystemet. 1955 vann man Division III, slog IFK Vänersborg i distriktsmästerskapsfinalen och besegrade Villa Lidköping BK i en avgörande kvalmatch till Division II med 2–0. Över det följande årtiondet presterade A-laget återigen sämre men man lyckades under samma tid utveckla en modern ungdomsverksamhet för framtiden. 

### 1970–1988: Ett tillfälligt besök i toppen
1970 vann Gripen Division III och tre år senare, 1973, vann man även Division II och fick kvala till Division I. Klubben slutade på en andra plats i kvalspelet mot Nässjö IF, Lesjöfors IF och Finspångs AIK, och nådde därmed Division I för första gången. I Division I södra 1973/1974 slutade man dock sist i serien och föll ur igen. En ljuspunkt var dock att man kunde stoltsera med ett publiksnitt på hela 2 800 personer. 
Säsongen 1974/1975 var man ett topplag i Division II utan att vinna serien. Dock var publikintresset stort och derbymatcherna mot IFK Vänersborg lockade omkring 4 000–5 000 åskådare per match. 1976 vann klubbens pojklag svenska mästerskapet och 1985 slutade de trea. Under 1980-talet tillhörde klubben de två, tre bästa föreningarna på ungdomssidan i Västergötland. Trots detta blev det inga direkta framgångar för representationslaget under den här tiden.

### 1988–2000: Stabilisering i andradivisionen
Åren 1988–1992 var klubben med och kämpade om seriesegern i vad som blivit Division 2 efter att man delat upp Division 1 för att skapa den nya högstaserien Allsvenskan. Efter fyra säsonger gick man upp till Division 1 och redan säsongen 1992/1993 slutade klubben tvåa i sin serie där och spelade förkval till Allsvenskan mot Stångebro BK, där matcherna slutade oavgjort borta och med förlust på hemmaplan. Publikintresset hemma på Slättbergsbanan var återigen stort då ett snitt på 700 personer per hemmamatch dök upp. Till matchen mot blivande seriesegrarna Örebro SK kom 2 308 personer.
Säsongen 1993/1994 slutade klubben på andra plats i Division I västra, och fick återigen se sig besegrade av Stångebro BK i förkvalet till Allsvenskan. Pojklaget slutade detta år trea i SM-slutspelet. En av klubbens ungdomsspelare, Viktor Weiselius, var även med i det svenska U 16-landslag som vann de 16-åriga pojkarnas VM i Falun. En annan av klubbens ungdomsspelare, målvakten Mats Björklund, deltog säsongen efter i det svenska U 18-landslaget som vann 18-åringarnas VM i Norge. 
Den 18 januari 1995 invigde Bengt K.Å. Johansson, landshövding i dåvarande Älvsborgs län, Gripen Trollhättan BK:s och Trollhättan HC:s klubblokaler på Slättbergsbanan.
Säsongen 1995/1996 slutade klubben återigen på en andra plats i Division 1 västra och förlorade förkvalet, den här gången mot Örebro SK. Året därpå, 1996/1997 vann man Division 1 före Surte SK, men stupade ännu en gång i kvalspelet till Allsvenskan. Säsongen 1997/1998 vann man ännu en gång Division 1 västra och gick till det då nyintroducerade playoff-spelet till Allsvenskan, dit de två bästa lagen från vardera av dåtidens fyra Division 1-serier gick. Gripens BK slutade på 6:e plats av 8 och misslyckades med att avancera.
Säsongen 1999/2000 slutade klubben på andra plats i Division 1 västra, och på andra plats även i playoff-spelet, efter Vetlanda BK. I det allsvenska kvalet slutade man på 3:e plats efter Nässjö IF och Villa Lidköping BK som tog de två platserna i högstaserien.

### 2000–2009: Upp och ner i högstaserien
Inför säsongen 2000/2001 tappade klubben flera spelare men fick istället in fyra nya, Andrej Timouchev, Anders Larsson, Marko Korkala och Jonas Andersson. Klubben vann Division 1 västra och tappade bara en enda poäng, mot Örebro SK, på hela säsongen. I playoff-spelet såg 2 646 åskådare matchen mot IFK Kungälv. Gripen Trollhättan BK gick obesegrade genom playoff-spelet och kvalificerade sig äntligen för spel i Allsvenskan. 
Den första säsongen i Allsvenskan 2001/2002 sågs premiärmatchen mot Villa Lidköping BK av 3 288 åskådare och Gripen Trollhättan BK vann med 6–4. I tredje omgången mötte man IFK Vänersborg hemma inför 5 740 åskådare, ett nytt publikrekord för bandy i Trollhättan. Gripen Trollhättan BK slutade 7:a i Allsvenskan södra och 5:a i den allsvenska fortsättningsserien. Klubben fick kvalspela mot IFK Kungälv, Målilla GoIF och Stångebro BK för att hålla sig kvar och efter 9 poäng i kvalserien säkrades det allsvenska kontraktet för kommande säsong. Sista omgången i kvalserien ställdes in då Gripen Trollhättan BK hade ett försprång som 2:an Målilla GoIF inte ens i teorin kunde ta igen. Denna säsong stod också läktartaket på Slättbergsbanan färdigt och kunde ge skydd åt omkring 3 000 personer på läktarplats.
Klubben inledde Allsvenskan södra säsongen 2002/2003 framgångsrikt, och annandagsmatchen hemma mot IFK Vänersborg sågs av 5 276 åskådare, där man dock förlorade med 2–3. Senare under säsongen sparkades den ene av de två tränarna, Olle Isaksson, efter flera år som tränare. Klubben slutade på sjunde plats i Allsvenskan södra och i den allsvenska fortsättningsserien. Gripen Trollhättan BK förpassades därmed till Division 1 igen.
Säsongen 2003/2004 vann laget grundserien i Division 1 västra utan att tappa en enda poäng och med målskillnaden 132–35 (+97). Man inledde kommande playoff sämre då man saknade två, tre nyckelspelare i de tre första matcherna, men spelet stabiliserade sig sedan och i sista matchen mötte man Stångebro BK. Gripen Trollhättan BK skulle ta sig tillbaka till Allsvenskan vid ett oavgjort resultat, vilket också blev fallet inför ca 3300 personer på Stångebro IP i Linköping. 
Säsongen 2004/2005 spelade man således återigen i Allsvenskan södra. Resultaten gick dock i linje med förra sejouren och man slutade på plats 7 både i Allsvenskan södra och i fortsättningsserien och förpassades ånyo till Division I. Mitt i säsongen fick Conny Heinulf och Anders Nyqvist sluta som tränare och ersattes av Ingemar Sixtensson som till sin hjälp hade sin son Fredrik.
Säsongen 2005/2006 vann laget Division I västra på målskillnaden 152–37. I playoff-spelet förlorade man med 2–6 mot Slottsbrons IF och spelade 4–4 mot Örebro SK. Därefter fick man spela förkval mot Nässjö IF, där man vann dubbelmötet med totalt 14–3. I det allsvenska kvalet ställdes man mot BS BolticGöta och tog ledningen på hemmaplan med hela 4–0 innan gästerna tog sig tillbaka och till slut lyckades kvittera till 5–5. I returen på Tingvalla IP i Karlstad tog Gripen Trollhättan BK ledningen med 1–0 och 2–1 innan det i halvtid hann blev 3-3. BS BolticGöta vann sedan matchen med 7–5 och Gripen Trollhättan BK fick stanna en säsong till i Division 1.
Säsongen 2006/2007 spelade klubben i Division 1 södra och laget gick obesegrat genom serien med målskillnaden 145–35. I kvalspelet till nya Elitserien, som bildades säsongen 2007/2008, mötte man Örebro SK, Finspångs AIK och IFK Kungälv. Gripen inledde med att vinna hemma mot Finspångs AIK och att vända 0–2 i halvtid till en 5–3-seger borta mot Örebro SK. Fredagen den 9 mars 2007 vann man hemma mot Örebro SK med 6–4 och kvalificerade sig för Elitserien. I januari vann man även med 9–2 hemma mot BS BolticGöta i Svenska cupen 2007 och gick för första gången vidare till gruppspelet.
Säsongen 2007/2008 slutade man på elfte plats i den nyinrättade Elitserien, vilket är klubbens bästa placering i högsta divisionen. Man lyckades också ta sig till kvartsfinal i Svenska cupen 2008. Efter att ha klarat sig kvar genom kvalspel detta år slutade man säsongen efter, 2008/2009, på 12:e plats och misslyckades därefter med att upprepa kvalframgångarna. Laget blev således nedflyttade till Allsvenskan.

### 2009–2021: De eviga kvalen
Första säsongen tillbaka i Allsvenskan södra slutar man fyra, följt av ännu en fjärdeplats år två. 2011/2012 hamnar man på en andraplats men blir nollade i det efterföljande Elitseriekvalet. Det tredje året vinner man serien men tar sig inte vidare från Elitseriekvalet efter att ha hamnat bakom IK Sirius och Kalix BF. Även nästa säsong, 2012/2013, vinner man serien men kommer trea i kvalgruppen, den här gången bakom Gais Bandy och Ljusdals BK. Säsongen 2013/2014 förlorar man bara en enda match i Allsvenskan södra och skaffar sig målskillnaden 174–68, ett nytt klubbrekord i antal gjorda mål. Man får revansch på IK Sirius och Ljusdals BK när man vinner sin kvalgrupp och kvalificerar sig för spel i Elitserien.
Elitserien 2015/2016 blir en tuff historia för Gripen som endast mäktar med att samla ihop 3 poäng. I det efterföljande kvalet slutar man på en andraplats och behåller sin plats I Elitserien även den kommande säsongen. Väl där presterar man något bättre och slutar med 11 inspelade poäng och två lag bakom sig. Dock kvalar de fyra lägst placerade lagen och Gripen får då se sig nedflyttade igen efter att ha hamnat bakom IK Tellus och IFK Motala i sin kvalgrupp.
Tillbaka i Allsvenskan hamnar man på femte plats 2017/2018, sjunde plats 2018/2019 och elfte plats 2019/2020, vilket då är de tre sämsta placeringarna man haft under 2000-talet. Därefter kraftsamlar klubben och tar sig till en tredjeplats och nytt Elitseriekval 2020/2021. Där spelar man ett dubbelmöte mot IFK Rättvik som slutar 4–4 hemma och 3–3 borta, vilket gör att Rättvik flyttas upp på flest gjorda mål på bortaplan.

### 2021–: Etablering i Elitserien
Säsongen 2021/2022 vinner Gripen Allsvenskan södra och direktkvalificerar sig för spel i Elitserien 2022/2023. Redan efter en omgång av den drar sig AIK ur på grund av ekonomiska problem, vilket gör att inget av de andra lagen riskerar direktnedflyttning. Gripen hamnar dock på plats 12 av 14 och får, tillsammans med Frillesås BK, återigen kvalspela för att behålla sin plats i bandyns finrum. Väl där går Gripen obesegrade genom kvalet och stannar, precis som Frillesås, kvar i Elitserien.
2023/2024 var Gripens bästa säsong någonsin i högstaserien då man slår sin tidigare toppnotering i både placering och poäng. Genom att placera sig åtta kvalificerar man sig också för spel i högsta divisionen ett tredje år i rad, något man aldrig lyckats med tidigare. Gripens allra första deltagande i SM-slutspelet inleddes med åttondelsfinal mot Frillesås BK som slutade med hemmaseger 8-6 och bortaseger 2-1. Kvartsfinalmotståndare blev seriesegrarna Villa Lidköping, som inför den här säsongen deltagit i fem raka SM-finaler, men den utmaningen blev för tuff och Villa avancerade till semifinal efter 3-0 i matcher.
Gripen deltog den här säsongen också i Svenska cupen där man placerade sig som trea av sju lag i den södra gruppen och missade således semifinalspel med en poängs marginal. En höjdpunkt för säsongen var när man spelade oavgjort, 7–7 mot serieledande Villa Lidköping efter att ha legat under med 4–0. Även upphämtningen från 1-5 till vinst med 6-5 i Vänersborg är en match väl värd att minnas.
Säsongen 2024/2025 spelade Gripen återigen i Elitserien. En säsong som kantades av skador och avstängningar men den kan ändå betraktas som mer framgångsrik än säsongen innan. Man slutade återigen på åttonde plats i Grundserien men med fler inspelade poäng och bättre målskillnad än året innan. Några överraskande förluster men också några meriterande segrar i blev det. Speciellt vinsterna i Slättbergshallen mot Västerås SK med 8-6 efter 0-5 i halvlek, och mot Edsbyns IF med 5-4.
Målkungar i grundserien blev rutinerade Filip Florén och unge Hampus Pettersson med 20 mål var.
I åttondelen väntade Brobergs Söderhamn Bandy som besegrades i två raka matcher: Seger med 4-2 hemma och 5-4 borta.
I kvartsfinalen blev det återigen de senaste årens suveräner Villa Lidköping BK som stod för motståndet. Och även denna säsong slutade det med Villa-seger med 3-0 i matcher. Att Gripen närmat sig visar det faktum att den totala målskillnaden minskat från +17 till +9 i Villas favör.
Gripen deltog även i Svenska Cupen och tog där en fin tredjeplats bakom Villa och Västerås SK.

### Damlag
Hösten 2023 gick Gripen Trollhättan BK samman med SK Höjden från Göteborg och bildade ett damlag som startade säsongen i Damallsvenskan. Målsättningen sades vara att Gripen ska ha ett renodlat damlag inom 3–5 år.

## Säsonger i högsta serien
| Säsong    | Serie       | Poäng | Placering        | Kommentar |
| --------- | ----------- | ----- | ---------------- | --- |
| 1973/1974 | Division I  | 6     | 19 (nedflyttade) | Serien var uppdelad i två serier, där Gripen kom sist (10) i sin. Bara ett lag tog färre poäng.                                       |
| 2001/2002 | Allsvenskan | 8+10  | 13               | Gripen var på plats 7 av 8 i Södergruppen och hamnade sedan på plats 5 i fortsättningsserien.                                         |
| 2002/2003 | Allsvenskan | 8+8   | 15 (nedflyttade) | Gripen hamnade på plats 7 av 8 i Södergruppen, därefter näst sist i fortsättningsserien.                                              |
| 2004/2005 | Allsvenskan | 9+7   | 15 (nedflyttade) | Gripen hamnade på plats 7 av 8 i Södergruppen, därefter näst sist i fortsättningsserien.                                              |
| 2007/2008 | Elitserien  | 18    | 11               | Gripen fick spela kvalspel för att stanna kvar och vann den södra kvalgruppen.                                                        |
| 2008/2009 | Elitserien  | 12    | 12 (nedflyttade) | Gripen kvalade för andra året i rad, kom trea i den norra kvalgruppen.                                                                |
| 2015/2016 | Elitserien  | 3     | 14               | Gripen tog bara 3p och slutade sist. Man kom dock tvåa i sin kvalgrupp och klarade sig kvar.                                          |
| 2016/2017 | Elitserien  | 11    | 12 (nedflyttade) | Gripen fick återigen kvala, kom den här gången trea i sin kvalgrupp och åkte ur.                                                      |
| 2022/2023 | Elitserien  | 14    | 12               | Gripen fick kvala för att stanna kvar men vann sin kvalgrupp.                                                                         |
| 2023/2024 | Elitserien  | 24    | 8                | Åttondelsfinal: 2-0 (8-6, 2-1) i matcher mot Frillesås BK. Kvartsfinal: 0-3 (3-8, 3-9, 2-8) i matcher mot Villa Lidköping.            |
| 2024/2025 | Elitserien  | 27    | 8                | Åttondelsfinal: 2-0 (4-2, 5-4) i matcher mot Broberg/Söderhamn Bandy. Kvartsfinal: 0-3 (3-7, 3-5, 3-6) i matcher mot Villa Lidköping. |

## Skyttekungar
| Säsong  | Spelare                         | Mål | Serie             | Kommentar              |
| ------- | ------------------------------- | --- | ----------------- | ---------------------- |
| 2009/10 | Alexander Mayborn               | 45  | Allsvenskan södra | Vinnare av skytteligan |
| 2010/11 | Martin Apelqvist                | 44  | Allsvenskan södra |                        |
| 2011/12 | Martin Apelqvist                | 36  | Allsvenskan södra |                        |
| 2012/13 | Lars Karlsson                   | 51  | Allsvenskan södra | Vinnare av skytteligan |
| 2013/14 | Johan Grahn                     | 43  | Allsvenskan södra |                        |
| 2014/15 | Tony Eklind                     | 73  | Allsvenskan södra | Vinnare av skytteligan |
| 2015/16 | Johan Grahn                     | 20  | Elitserien        |                        |
| 2016/17 | Adam Rudell                     | 29  | Elitserien        |                        |
| 2017/18 | Robin Karlsson                  | 30  | Allsvenskan södra |                        |
| 2018/19 | Robin Karlsson                  | 30  | Allsvenskan södra |                        |
| 2019/20 | Robin Karlsson                  | 29  | Allsvenskan södra |                        |
| 2020/21 | Mikko Lukkarila                 | 30  | Allsvenskan södra |                        |
| 2021/22 | Mikko Lukkarila                 | 31  | Allsvenskan södra |                        |
| 2022/23 | Adam Rudell                     | 14  | Elitserien        |                        |
| 2023/24 | William Arvidsson               | 19  | Elitserien        |                        |
| 2024/25 | Hampus Pettersson Philip Florén | 20  | Elitserien        |                        |